# Geocomposito

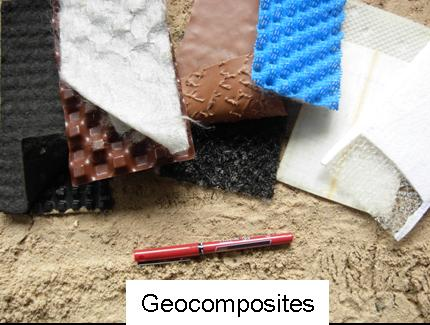
Vari materiali geocompositi

Geocomposito indica un insieme di materiali polimerici geosintetico, ricavato dall'accoppiamento di materiali sintetici e/o naturali per ottenere una prestazione globale migliore di quella dei singoli componenti. Di questi materiali si occupa l'ingegneria geotecnica.

## Funzioni
Un geocomposito può essere usato come tecnologia ambientale per rinforzare la struttura di un terreno, sia dal punto di vista della composizione che della "tenuta" in caso di forte pendenza. Può anche avere funzione drenante. Essendo un tipo di materiale recente è stato sviluppato in varie tipologie da diverse aziende ed è perciò brevettato con vari nomi, e ne sono in commercio di vari tipi.